# Charlie Hall
Charlie Hall (Birmingham, 19 agosto 1899 – North Hollywood, 7 dicembre 1959) è stato un attore inglese naturalizzato statunitense.

## Biografia
Nato a Birmingham, Inghilterra, cominciò a lavorare come falegname, ma fin da adolescente conobbe la compagnia di Fred Karno. Prima di compiere 18 anni, visitò New York, dove si era trasferita tempo prima la sorella e lì rimase in occasione di un lavoro in teatro. Conobbe Bobby Dunn e divennero amici; Hall venne convinto da Dunn di recitare in una sua opera. Dalla metà degli anni venti, Hall lavorò per Hal Roach.
Come attore, Charlie Hall lavorò anche insieme con gli attori comici Buster Keaton e Charley Chase, ma è senz'altro meglio ricordato per aver lavorato soprattutto con la coppia Laurel ed Hardy, con i quali fece quasi 50 film, spesso nella parte dell'antagonista. Hall è attualmente considerato come un'icona nei corto e lungometraggi di Laurel ed Hardy, dopo James Finlayson, in particolare per la sua statura medio-bassa ed un carattere ribelle verso gli scherzi di Stanlio e Ollio, con i quali finisce spesso a litigare o addirittura a scatenare delle vere e proprie risse.
Hall girò in ruoli pressoché da cortometraggi fino agli anni quaranta. Morì di cancro al colon nel distretto di Los Angeles di North Hollywood, il 7 dicembre 1959; è sepolto nel Forest Lawn Memorial Park di Los Angeles.

## Filmografia

### Cinema
- Thundering Fleas, regia di Robert F. McGowan (1926)
- The Cruise of the Jasper B, regia di James W. Horne (1926)
- Are Brunettes Safe?, regia di James Parrott (1927)
- Forgotten Sweeties, regia di James Parrott (1927)
- Amale e piangi (Love'em and Weep), regia di Fred Guiol (1927)
- Come mi pento (Sugar Daddies), regia di Fred Guiol (1927)
- Una famiglia di matti (Call of the Cuckoo), regia di Clyde Bruckman (1927)
- La battaglia del secolo (The Battle of the Century), regia di Clyde Bruckman (1927)
- Seeing the World, regia di Robert A. McGowan e Robert F. McGowan (1927)
- Tuo per sempre (College), regia di James W. Horne (1927)
- Lady Be Good, regia di Richard Wallace (1928)
- Lasciali ridendo (Leave'em Laughing), regia di Clyde Bruckman (1928)
- Marinai a terra (Two Tars), regia di James Parrott (1928)
- Affari in grande (Big Business), regia di James W. Horne (1929)
- Agli ordini di sua altezza (Double Whoopee), regia di Lewis R. Foster (1929)
- Concerto di violoncello (Berth Marks), regia di Lewis R. Foster (1929)
- I due ammiragli (Men'o War), regia di Lewis R. Foster (1929)
- L'esplosione (They Go Boom), regia di James Parrott (1929)
- Squadra sequestri (Bacon Grabbers), regia di Lewis R. Foster (1929)
- Lavori forzati (The Hoose-Gow), regia di James Parrott (1929)
- La capra Penelope (Angora Love), regia di Lewis R. Foster (1929)
- La sbornia (Blotto), regia di James Parrott (1930)
- The Fighting Parson, regia di Charley Rogers e Fred L. Guiol (1930)
- Sotto zero (Below Zero), regia di James Parrott (1930)
- La bugia (Be Big), regia di James Parrott (1931)
- Non c'è niente da ridere (Laughing Gravy), regia di James W. Horne (1931)
- Muraglie (Pardon Us), regia di James Parrott (1931)
- Un salvataggio pericoloso (Come Clean), regia di James W. Horne (1931)
- Onore di fantino (Sweepstakes), regia di Albert Rogell (1931)
- I due legionari (Beau Hunks), regia di James W. Horne (1931)
- Pugno di ferro (Any Old Port), regia di James W. Horne (1932)
- La scala musicale (The Music Box), regia di James Parrott (1932)
- Il compagno B (Pack Up Your Troubles), regia di George Marshall e Raymond McCarey (1932)
- Anniversario di nozze (Twice Two), regia di James Parrott (1933)
- Il regalo di nozze (Me and my Pal), regia di Charley Rogers (1933)
- La ronda di mezzanotte (The Midnight Patrol), regia di Lloyd French (1933)
- Lavori in corso (Bosy Bodies), regia di Lloyd French (1933)
- La gloria del mattino (Morning Glory), regia di Lowell Sherman (1933)
- I figli del deserto (Sons of the Desert), regia di William A. Seiter (1933)
- Vita in campagna (Them Thar Hills), regia di Charley Rogers (1934)
- Nel paese delle meraviglie (March of the Wooden Soldiers - Babes in Toyland), regia di Gus Meins e Charley Rogers (1934)
- Il fantasma stregato (The Live Ghost), regia di Charley Rogers (1934)
- Questione d'onore (Tit For Tat), regia di Charley Rogers (1935)
- Fratelli di sangue (Thicker than Water), regia di James W. Horne (1935)
- Voglio danzare con te (Shall We Dance), regia di Mark Sandrich (1937)
- Noi siamo le colonne (A Chump at Oxford), regia di Alfred Goulding (1940)
- C'era una volta un piccolo naviglio (Saps at sea), regia di Gordon Douglas (1940)
- Piccolo porto (Primrose Path), regia di Gregory La Cava (1940)
- One Night in the Tropics, regia di A. Edward Sutherland (1940)

### Televisione
- Gianni e Pinotto (The Abbott and Costello Show) – serie TV, episodio 2x25 (1954)